# Eduard Lichtenstein (Sänger)
Eduard Lichtenstein (* 1. April 1889 in Karlsbad, Österreich-Ungarn; † 9. Januar 1953 in Hamburg) war ein deutscher Opernsänger (Tenor).

## Leben
Der Sohn des Tenors Joseph Lichtenstein (1860–1912) wurde im Fach Tenor am Sternschen Konservatorium bei Nikolaus Rothmühl ausgebildet. Er debütierte 1907 am Opernhaus Hamburg als Georg in Lortzings Waffenschmied und war dort bis 1912 engagiert. 1910 sang er als Gast an der Covent Garden Opera in London den David in Wagners Meistersingern. In diesem Jahr studierte er noch einmal in Paris bei Jean de Reszke, um seine Tenorstimme weiterzubilden.
Am 13. April 1912 wirkte er bei der Uraufführung von Ferruccio Busonis musikalisch-phantastischer Komödie Die Brautwahl mit. 1912 bis 1914 sang er am Hoftheater Wiesbaden, gastierte an der „Sommeroper des Direktor Gura“ in Berlin und wurde für die Spielzeit 1914/15 an die Städtische Oper Berlin verpflichtet.
Ab 1915 gastierte er an allen führenden deutschen Operettenbühnen: 1916 bis 1918 am Carl-Schultze-Theater in Hamburg, 1918 bis 21 ebenda am Operettenhaus, danach wieder an Berliner Operettentheatern: 1923–1925 am Großen Schauspielhaus, 1925/26 am Theater am Nollendorffplatz, 1928/29 am Deutschen Künstlertheater, 1931–1933 am Metropoltheater. Neben seinem Freund Richard Tauber galt er als die beste Besetzung für die Titelrolle in Lehárs Paganini. Er sang in den Berliner Uraufführungen der Künneke-Operetten Die Vielgeliebte (1919), Der Vetter aus Dingsda  (1921) und Die hellblauen Schwestern (1925) und der Kollo-Operette Drei alte Schachteln (1927) mit.
Nach der Machtübernahme der Nationalsozialisten 1933 musste Lichtenstein seiner jüdischer Abstammung wegen Deutschland verlassen. Er emigrierte nach Holland und wurde Gesangslehrer am Konservatorium Amsterdam. Konzerttourneen führten ihn durch die Niederlande, nach Belgien und in die Schweiz. Da er inzwischen die türkische Staatsbürgerschaft angenommen hatte, konnte er seine Tätigkeit auch nach der Besetzung der Niederlande durch die deutsche Wehrmacht ohne nennenswerte Behinderung fortführen.
Nach dem Krieg trat er 1950 noch einmal in Operetten auf und gab Konzerte in Hamburg und in der Schweiz. Eine Stunde nach Beendigung eines Gedenkkonzertes für Richard Tauber starb er 1953 in Hamburg.
Er hinterließ Grammophonaufnahmen auf den Marken Odeon, Homocord, Anker Record, HMV/Grammophon, Parlophon und Pathé. en machte er für Artiphon und Ultraphon.
Liechtensten war in erster Ehe mit der Sängerin Elisabeth Balzer, in zweiter mit der Schauspielerin Hilde Wörner verheiratet.